# Lindgraben (Gemeinde Kobersdorf)
Lindgraben (ungarisch Kis-Hársfalva (alt Sopron-Hársfalva), kroatisch Lindgrob) ist ein Ortsteil der Marktgemeinde Kobersdorf im Burgenland im Bezirk Oberpullendorf in Österreich.

## Geografie
Die Gemeinde liegt im Schwarzenbachtal im Mittelburgenland. Ortsteile der Marktgemeinde sind Kobersdorf, Lindgraben und Oberpetersdorf. Der Ort liegt am Fuß des Pauliberges, dem jüngsten erloschenen Vulkan Österreichs. Die Gemeinde gehören zum Naturpark Landseer Berge.

## Geschichte
Vor Christi Geburt war das Gebiet Teil des keltischen Königreiches Noricum und gehörte zur Umgebung der keltischen Höhensiedlung Burg auf dem Schwarzenbacher Burgberg. Während der Römerzeit (1.–4. Jh. v. Chr.) war der Landstrich ein Teil der Provinz Pannonien; in den anschließenden Jahrhunderten der Völkerwanderung durchstreifte eine Vielzahl von Völkerschaften die Gegend. Germanenstämme, Awaren und Slawen, dann wiederum deutsche Siedler in der unter dem Frankenkaiser Karl dem Großen errichteten Ostmark prägten die Geschichte.
Lindgraben wurde zwischen 1569 und 1572 unter der Herrschaft des Hans Csóron, Schwiegersohn des Hans von Weißpriach, gegründet. Aus dem Jahr 1572 gibt es eine Originalurkunde der Urbarialgemeinde Kobersdorf, in der das erste Mal von Lindgraben die Rede ist. Nach mündlicher Überlieferung standen am heutigen Kirchenplatz viele Lindenbäume. Dieser Baumbestand erklärt den ersten Teil des Ortsnamens. Die Lage in einem Graben (Tal) führte zum zweiten Teil des Namens. Dies wird auch durch andere Quellen belegt.
Die ersten Siedler in Lindgraben waren Deutsche und Kroaten. 1585 umfasste die Bevölkerung 19 deutsche und 12 kroatische Bauernfamilien. Im Jahr 1702 gab es in Lindgraben jedoch nur mehr eine kroatische Bauernfamilie.
1899 kam es nach längeren Verhandlungen zwischen der katholischen und evangelischen Kirchengemeinde zum Ankauf eines Gasthauses vom Fürsten Esterházy. 1900 wurde dort die Schule eröffnet und der Unterricht in der Staatssprache Ungarisch begonnen. Im Jahr 1974 wurde die Volksschule aufgelassen. Das Gebäude diente später als Gemeindezentrum mit Wahllokal.
Das Jahr 1890 gilt als das Gründungsjahr der Freiwilligen Feuerwehr Lindgraben. Das erste Feuerwehrhaus wurde um 1928 gegenüber der Schule errichtet. In den Kriegsjahren übernahmen die Frauen die Arbeit der Feuerwehrmänner.
Am 1. Jänner 1971 wurde die Gemeinde Lindgraben und die Gemeinde Oberpetersdorf mit der Marktgemeinde Kobersdorf zusammengelegt. Lindgraben ist im neuen Gemeindeverband der kleinste Ortsteil (Volkszählung 2001: Ortsteil Kobersdorf: 1000 Einwohner, OT Oberpetersdorf: 567 Einwohner, OT Lindgraben: 262 Einwohner).